# Bonyunia magnifica
Bonyunia magnifica är en tvåhjärtbladig växtart som beskrevs av Jason Randall Grant. Bonyunia magnifica ingår i släktet Bonyunia och familjen Loganiaceae. Inga underarter finns listade i Catalogue of Life.